# كازومي واتانابي
كازومي واتانابي (باليابانية: 渡辺香津美؛ بالكانا: わたなべ かずみ) هو ملحن وأستاذ جامعي وعازف جاز ياباني، ولد في 14 أكتوبر 1953 في طوكيو في اليابان.

## وصلات خارجية
- الموقع الرسمي
- كازومي واتانابي على موقع ميوزك برينز (الإنجليزية)
- كازومي واتانابي على موقع أول موفي (الإنجليزية)
- كازومي واتانابي على موقع أول ميوزيك (الإنجليزية)
- كازومي واتانابي على موقع ديسكوغز (الإنجليزية)